# Adolf Keller (Mediziner)
Adolf Keller, auch verheiratet Keller-Hoerschelmann (* 1. Dezember 1879 in Egnach Thurgau; † 17. August 1969 in Cademario Tessin) reformiert und heimatberechtigt in Birwinken, war ein Schweizer Arzt und Naturheilkundler.

## Leben
Adolf Keller kam am 1. Dezember 1879 in Egnach als Sohn des Käsers Albert Keller und der Pauline, geborene Häberlin, zur Welt. Nach dem Besuch des Gymnasiums in Frauenfeld studierte Keller Medizin an den Universitäten Lausanne, Berlin und Zürich. 1905 wurde er in Zürich promoviert mit der Arbeit Untersuchungen über die baktericide Wirkung des Quecksilberlichtes, die er an der von William Silberschmidt geleiteten bakteriologischen Abteilung des Hygiene-Instituts der Universität Zürich verfasste.
In der Folge nahm Keller auf Anregung von Maximilian Oskar Bircher-Benner eine Stelle als Assistenzarzt in Bremen bei Franz Schönenberger an, einem Vorkämpfer der Naturheilbewegung. Seit 1907 stand er neben der Leitung einer Arztpraxis in Zürich dem Sanatorium Fellenberg in Erlenbach vor.
1914 gründete er das Kurhaus Cademario bei Lugano, das er bis zu seinem Tod leitete. Dort entwickelte er eine eigene Naturheilmethode mit Sport, Diät und Suggestion u. a., die er in zahlreichen Schriften, Kursen und Vorträgen bekannt machte. Seit den 1920er Jahren gab er als Hauszeitschrift monatlich die Cademario-Nachrichten heraus, die sich als „Führer für körperliche und geistige Gesundheitspflege“ verstanden.
Keller war während etwa sechs Jahren Redaktor der Schweizer Zeitschrift Volksgesundheit. Er war verheiratet mit der deutsch-baltin Herda, der Tochter des Edwin von Hoerschelmann aus Reval. Adolf Keller verstarb am 17. August 1969 im Alter von 89 Jahren in Cademario.
Er war auch ein reger Kakteenliebhaber, er veröffentlichte dazu auch einige Schriften.

## Werke (Auswahl)
- Blutreinigung als Grundlage jeder Heilung, 1953
- Magnetismus, die Urheilkraft des Menschen, 1959
- Krampfadern, Venenentzündung und Hämorrhoiden: Ursachen, Verhütung und Naturheilung der Krampfadern, Venenentzündung und Hämorrhoiden, 1963
- Meine Magenkur oder Wie stärke und heile ich meinen Magen, 1964
- Naturgemässe Heilung von Rheuma, 1971